# Shams al-Din al-Ansari al-Dimashqi
Shams al-Din  Muhammad ibn Abi Talib al-Sufi Al-Ansari Al-Dimashqi (en arabe : شمس الدين الأنصاري الدمشقي ), aussi connue sous le surnom d'Al-Dimashqi est un géographe, historiens et polymathe arabe médiéval, né à Damas en 1256 et mort en 1327 à Safed. Il produisit des ouvrages sur des sujets divers, de la cuisine à la théologie. Shams al-Din est connu notamment grâce à son ouvrage pour son livre de cosmographie "Nukhbat al-dahr fī ajā'ib al barr wa al-baḥr" (littéralement Passage choisi du temps concernant les merveilles de la terre et de la mer), paru dans plusieurs éditions modernes,.

## Biographie
Shams al-Din  Muhammad ibn Abi Talib al-Sufi Al-Ansari Al-Dimashqi né à Damas en 1256, le copiste du XIXe siècle Mustafa ibn Ahmad, indique en introduction de l’ouvrage qu'Al-Dimashqi était originaire d'Hama, qu'il s'installa à Alep avant d'émigrer à Damas. Il fut connu au départ comme le cheikh d'Hattin et de d'Al-Rabwa (une localité proche de Damas), en référence aux deux villages levantins où il exerça en tant qu'Imam. Il a effectué de nombreux voyages en Égypte et Palestine. Il écrit son ouvrage maître, "Nukhbat al-dahr fī ajā'ib al barr wa al-baḥr", une encyclopédie en cinquante parties traitant de sujets variés dont notamment des articles de physique, de mathématique, de théologie, de philosophie, et même de physiognomonie dans la partie introductive du livre.
Dans l'introduction du livre "Nukhbat al-dahr fī ajā'ib al barr wa al-baḥr", Al Dimashqi mentionne les huit auteurs desquels il s'inspira, et affecte une lettre à chacun (par exemple, Aristote est associé à la lettre ṭā’, et Rasis, ou Rhazès, à la lettre rā’). Shams al-Din marque ensuite ses propres déclarations provenant de ces sources à l'aide de la lettre ou de la combinaison de lettres appropriée.

## Œuvres

### Œuvres géographiques
Description des provinces du Levant du sultanat Mamelouk et description de l'archipel Indonésien
Il a surtout écrit sur son pays natal, le Bilad Ash-Sham (lit. pays du Levant, nom donné pour la Grande Syrie), mais il a aussi écrit de nombreux traités sur tous les territoires alors connus par les musulmans du sultanat mamelouk, avec notamment des livres détaillés à propos des îles d'Asie du Sud-Est (de sa flore, de sa faune, de ses habitants et de leurs coutumes).  
Description du Royaume de Champa
Il décrit aussi le Royaume de Champā en détail et souligne que ce dernier était alors habité par des musulmans et des idolâtres, et que l'islam y est arrivé à l'époque des premiers califes, quand de nombreux musulmans expulsés par les Omeyyades ont fui dans ces lointaines contrées et ont amené avec eux l'islam, ce qui expliquerais l'adhésion à l'islam de la majorité des Cham ont adopté l'islam. Parmi leurs rivaux, Al-Dimashqi signale notamment les Khmers, qui se livreraient à la piraterie et de nombreux raids sur les navires musulmans et chinois.

### Physiognomonie
Dans l'introduction du livre Nukhbat al-dahr fī ajā'ib al barr wa al-baḥr, il écrit de l'ouvrage présenté ici, sur la physiognomonie. Avant de mettre l'accent sur les particularités anatomiques individuelles, ainsi que sur leurs variations et implications, Shams al-Din répertorie les caractéristiques générales de différents peuples (notamment les Égyptiens, les Syriens, les Anatoliens, les Persans, etc.).

### Agriculture
Al-Dimashqi a aussi écrit un traité d’agriculture, Al-Durr al-multaqiṭ fī 'ilm filāḥatay al-Rūm wa-al-Nabaṭ ou Perles récolter de la science des deux agricultures: [Celles] des Romains et des Nabatéens, qui est sans doute le premier manuscrit d’agronomie générale post-invasions mongoles, invasion qui ont entraîné une perte des connaissances et maîtrise agricole et une restructuration de la société syrienne locale.

## Héritages
Il est décrit par Al-Ṣafadī comme «l'un des hommes les plus intelligents au monde et qui ont la capacité de se plonger dans toutes les sciences et le courage d'écrire des œuvres complétés dans toutes les disciplines».
Les écrits de Shams al-Din Al-Ansari Al-Dimashqi ont été traduits en Russe et réimprimée à Saint-Pétersbourg en 1866, avant que cette édition a ensuite été ne soit elle-même utilisée pour la traduction anglaise de 1890 de Guy Le Strange. 